# Oğuz Okul
Oğuz Okul (Magnesia, 1º gennaio 1961) è un attore turco, noto per aver interpretato il ruolo di Rifat nella serie DayDreamer - Le ali del sogno (Erkenci Kuş).

## Biografia
Oğuz Okul è nato il 1º gennaio 1961 in Magnesia (Turchia), e oltre alla recitazione lavora anche in teatro.

## Carriera
Oğuz Okul nel 1986 ha iniziato a lavorare come poliziotto municipale nel comune di Salihli, poi ha iniziato a vendere biglietti per il teatro municipale di città a causa della sua passione per l'arte. A causa del suo estremo interesse per l'arte, ha fatto il suo primo passo nel mondo dell'arte partecipando ai corsi teatrali aperti sotto la guida degli artisti del  teatro statale di Smirne nel 1986, durante il mandato di sindaco Zafer Keskiner. Dal 1986 lavora come direttore del teatro comunale di Salihli ed è anche attore del teatro comunale di città.
Ha recitato in varie seri televisive come nel 2006 in Yalniz kalpler, nel 2007 in Annem, nel 2009 in Arka Sokaklar, nel 2010 in Gönülçelen, in Kavak Yelleri e in Yer Gök Ask, nel 2011 in Adini Feriha Koydum, nel 2012 in Hayat Devam Ediyor, nel 2013 in 20 Dakika, nel 2013 e nel 2014 in Sefkat Tepe, nel 2014 in Gönül Isleri, nel 2015 in Kara Ekmek, in Dirilis: Ertugrul, in Sehrin Melekleri, in Baba Candir e in Bana Baba Dedi, nel 2015 e nel 2016 in Iliski Durumu: Karisik, nel 2016 in Gecenin Kraliçesi e in Ask Laftan Anlamaz, nel 2017 in Seni Kimler Aldi e in Anne, nel 2018 in Söz, in Bizim Hikaye e in DayDreamer - Le ali del sogno (Erkenci Kuş). Nel 2016 ha recitato nel film televisivo Kayip Inci diretto da Özer Kiziltan. Oltre ad aver recitato in serie televisive, ha preso parte anche a film come nel 2011 in Il platano (Çinar Agaci), nel 2014 in Un lieto fine per il capo (Patron Mutlu Son Istiyor) e in Bensiz, nel 2015 in 125 Years Memory, nel 2016 in Dünyanin En Güzel Kokusu, in Seytan Tüyü e in Görümce, nel 2018 in Dümdüzz Adam, nel 2021 in The Harvest, nel 2022 in Mutlu Aile Tablosu, in Askin Ömrü e in Iliski Doktoru. Nel 2012 ha recitato nel cortometraggio Tek Ölüm Yetmez diretto da Onur Ünlü.

## Filmografia

### Cinema
- Il platano (Çinar Agaci), regia di Handan Ipekçi (2011)
- Un lieto fine per il capo (Patron Mutlu Son Istiyor), regia di Kivanç Baruönü (2014)
- Bensiz, regia di Ahmet Küçükkayali (2014)
- 125 Years Memory, regia di Mitsutoshi Tanaka (2015)
- Dünyanin En Güzel Kokusu, regia di Mustafa Ugur Yagcioglu e Ömer Faruk Sorak (2016)
- Seytan Tüyü, regia di Murat Senoy (2016)
- Görümce, regia di Kivanç Baruönü (2016)
- Dümdüzz Adam, regia di Murat Toktamisoglu (2018)
- The Harvest, regia di Ömer Faruk Yardimci (2021)
- Mutlu Aile Tablosu, regia di Ömer Faruk Yardimci (2022)
- Askin Ömrü, regia di Mustafa Ugur Yagcioglu (2022)
- Iliski Doktoru, regia di Mustafa Ugur Yagcioglu (2022)

### Televisione
- Yalniz kalpler – serie TV (2006)
- Annem – serie TV (2007)
- Arka Sokaklar – serie TV (2009)
- Gönülçelen – serie TV (2010)
- Kavak Yelleri – serie TV (2010)
- Yer Gök Ask – serie TV (2010)
- Adini Feriha Koydum – serie TV (2011)
- Hayat Devam Ediyor – serie TV (2012)
- 20 Dakika – serie TV (2013)
- Sefkat Tepe – serie TV (2013-2014)
- Gönül Isleri – serie TV (2014)
- Kara Ekmek – serie TV (2015)
- Dirilis: Ertugrul – serie TV (2015)
- Sehrin Melekleri – serie TV (2015)
- Baba Candir – serie TV (2015)
- Bana Baba Dedi – serie TV (2015)
- Iliski Durumu: Karisik – serie TV (2015-2016)
- Gecenin Kraliçesi – serie TV (2016)
- Ask Laftan Anlamaz – serie TV (2016)
- Kayip Inci, regia di Özer Kiziltan – film TV (2016)
- Seni Kimler Aldi – serie TV (2017)
- Anne – serie TV (2017)
- Söz – serie TV (2018)
- Bizim Hikaye – serie TV (2018)
- DayDreamer - Le ali del sogno (Erkenci Kuş) – serie TV (2018)

### Cortometraggi
- Tek Ölüm Yetmez, regia di Onur Ünlü (2012)

## Teatro
- Kim Bu Adam? (2010)